# Goldenes Tor (Jerusalem)

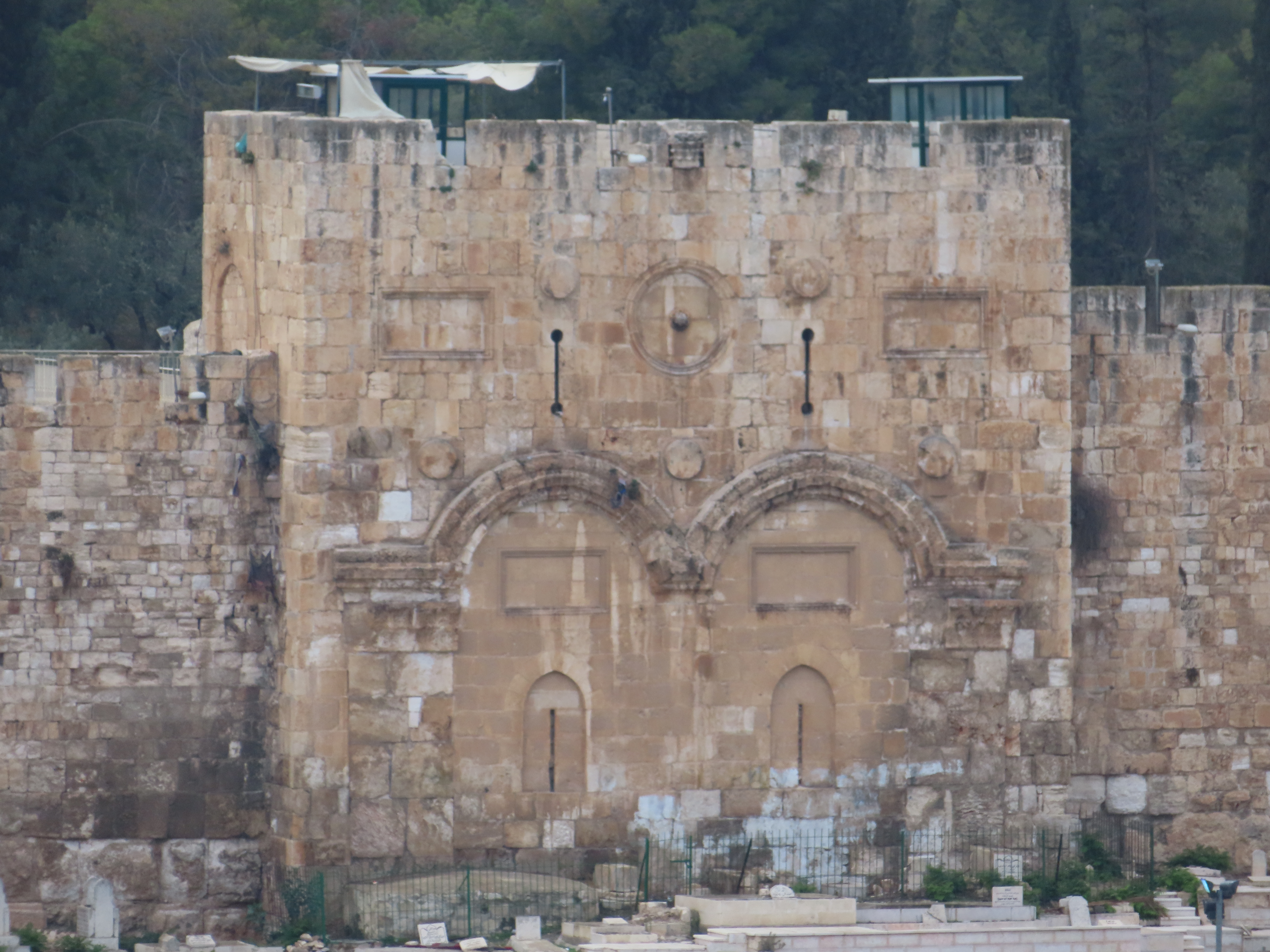
Goldenes Tor 2018 von außen

Das Goldene Tor (hebräisch שער הרחמים Scha'ar haRachamim „Tor des Erbarmens“, arabisch باب الرحمة, DMG Bāb ar-Raḥma) ist ein zugemauertes Tor an der Ostseite des Jerusalemer Tempelbergs / Haram asch-Scharif, das aus vermutlich frühislamischer Zeit stammt.

## Literarische Bezeugung

### Osttor des Herodianischen Tempels
Es ist unsicher, ob es an der Ostseite der Tempel-Esplanade vor dem Jüdischen Krieg überhaupt ein Tor gab; Flavius Josephus erwähnt es nicht. Die Identifizierung des im Neuen Testament genannten Schönen Tors (Apg 3,1–10) mit dem Goldenen Tor ist unsicher:
- altgriechisch θύρα ὡραία thýra hōraía „Schönes Tor“ wäre wegen des ähnlichen Klangs im Lateinischen missverstanden worden als Porta Aurea „goldenes Tor“. Im Vulgatatext von Apg 3 EU wird allerdings die Bezeichnung Porta Speciosa verwendet.[1]
- Im Kontext von Apg 3 ist das „Schöne Tor“ ein Hauptzugang zum Tempel, durch den die Gläubigen eintreten. Deshalb sitzt hier ein Bettler, der auf Almosen hofft.[2]

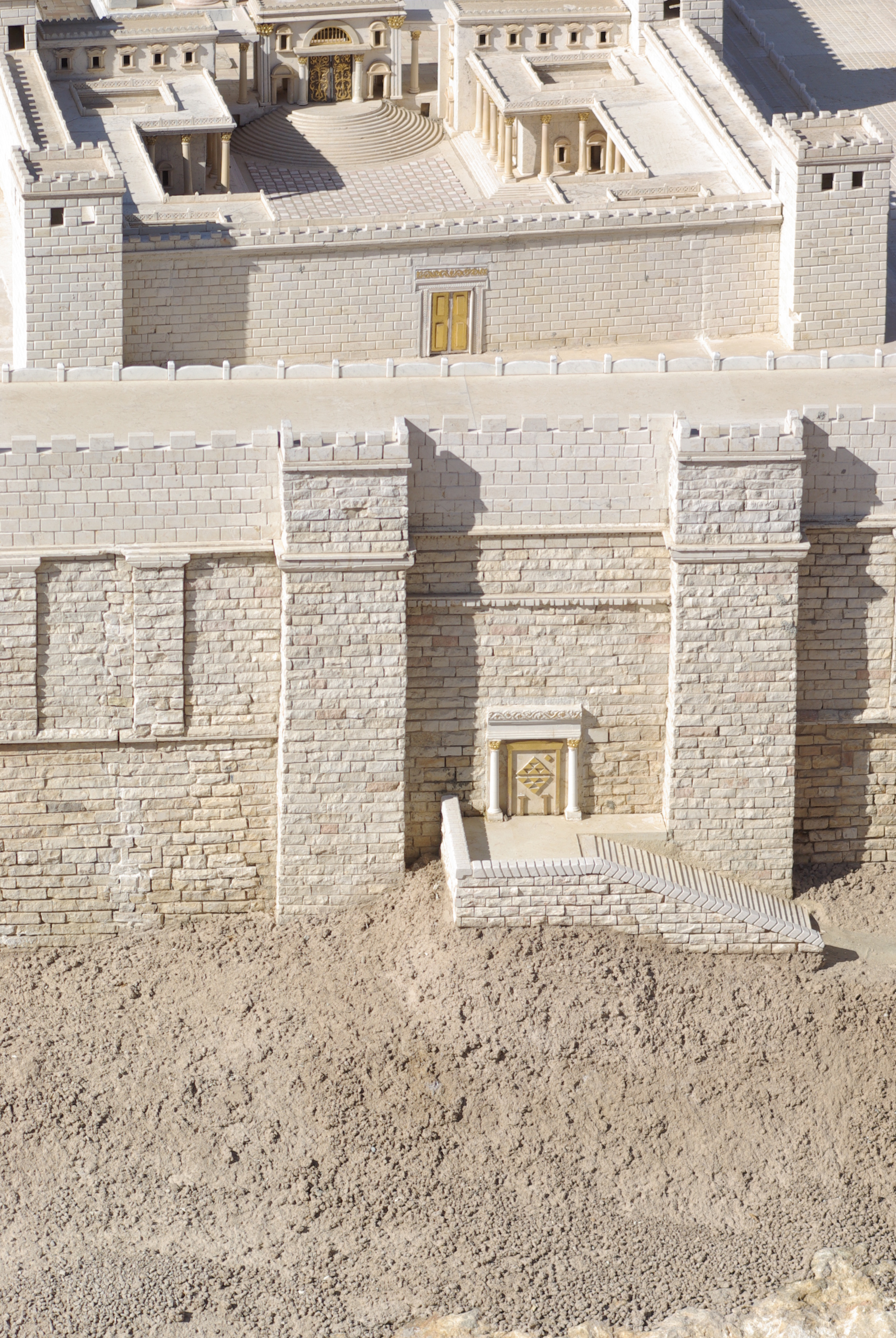
Das „Susa-Tor“ im Holyland-Modell

Der Mischna-Traktat Middot I,3 erwähnt ein Osttor; hier muss allerdings berücksichtigt werden, dass dieser Text Erinnerungen an den Herodianischen Tempel mit der Tempelvision im Buch Ezechiel verbindet, um einen künftigen idealen Tempel zu beschreiben:
„Es gab fünf Tore zum Tempelberg, die beiden Ḥuldatore von Süden, die dem Kommen und Gehen dienten, das Ḳifonos[tor] von Westen, das dem Kommen und Gehen diente, das Ṭadi[tor] vom Norden, das überhaupt nicht benutzt wurde, das östliche Tor, auf dem die Burg Schuschan (Dan 8,2 ) abgebildet war, durch das gingen der Hohepriester, der die [rote] Kuh verbrannte (Num 19,2ff. ), die Kuh und alle, die ihm halfen, hinaus zum Ölberg.“
Im Holyland-Modell der Stadt Jerusalem, das in den 1960er Jahren unter Leitung von Michael Avi-Yonah gebaut wurde, wird dieses Tor als „Susa-Tor“ dargestellt. Der israelische Historiker Moshe Dann erläutert, obwohl Muslime behaupteten, das Goldene Tor sei eine heilige Stätte des Islam, sei es in Wirklichkeit während des Zweiten Tempels gebaut worden und sogar das wichtigste Tempeltor. Anders Lee I. Levine vom Dinur-Center for Research in Jewish History der Hebräischen Universität: Nach heutigem Wissensstand habe es kein Tor an der Ostseite gegeben, da sich hier das Kidrontal befand und der Zugang zur Tempelplattform erschwert gewesen wäre. Das in Middot I,3 genannte Susa-Tor könne ein inneres Tempeltor gewesen sein oder sich unter dem heutigen, mittelalterlichen Tor befunden haben oder aber fiktiv gewesen sein.

### Byzantinisches „Schönes Tor“

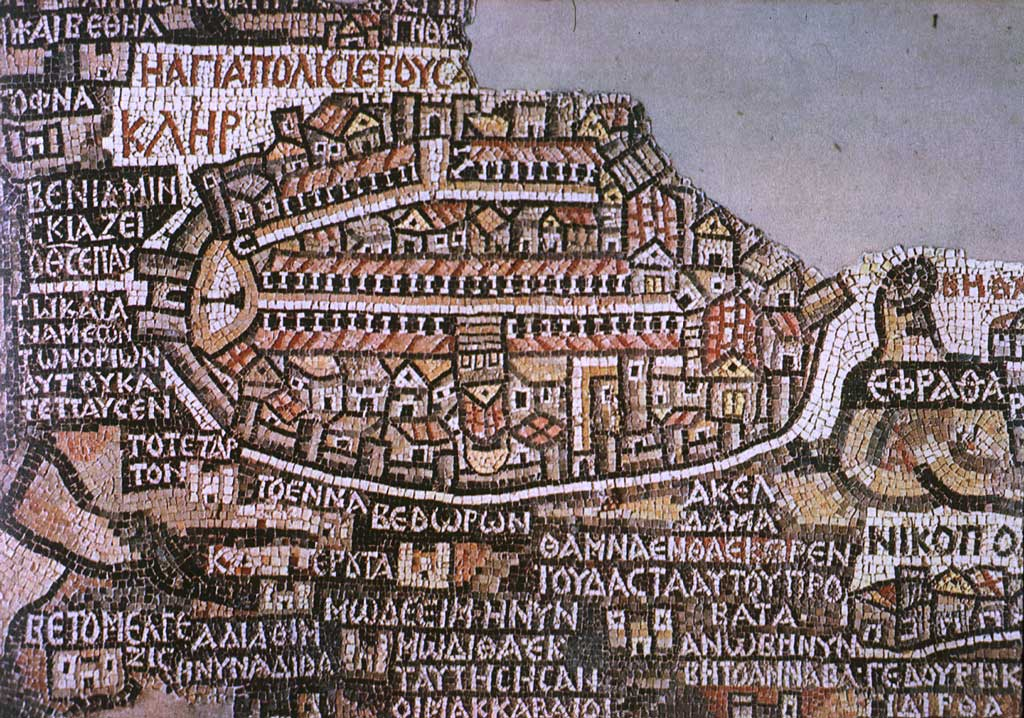
Stadtvignette von Jerusalem auf der Madaba-Mosaikkarte

Der Pilger von Piacenza (um 570 n. Chr.) ist der erste Autor, der ein Tor an der jetzigen Stelle erwähnt: in der gleichen Mauerlinie wie das Stephanustor befand sich die intakte Toranlage der Porta Speciosa, „das [Tor] des Tempels“ (quae fuit templi). Dieses Tor ist auch auf der Mosaikkarte von Madaba dargestellt (Foto). Auf der Stadtvignette ist Osten oben; man sieht mittig das repräsentative, von zwei Türmen flankierte Osttor (heute Löwentor). Rechts davon ist der Tempelplatz unmaßstäblich klein als gelbe Raute dargestellt, daneben ein kleines Tor, das Schöne Tor des Pilgers von Piacenza.
Hrabanus Maurus schrieb um 839, dass Kaiser Herakleios bei seinem triumphalen Einzug in Jerusalem mit der Reliquie des Heiligen Kreuzes durchaus durch jenes Tor habe einziehen wollen, durch das auch Jesus Christus am Palmsonntag in die Stadt eingeritten sei. Dieses aber habe sich vor ihm verschlossen und erst nach kaiserlichen Demutsgesten geöffnet. Ebenfalls aus dem 9. Jahrhundert stammen weitere Erwähnungen:
- Nach Pseudo-Beda zog Jesus am Palmsonntag durch „goldene Tore“ in Jerusalem ein.
- Im apokryphen Pseudo-Matthäus-Evangelium erwartete Anna ihren Mann Zacharias in Jerusalem beim Goldenen Tor.

### Umayyadische Doppeltoranlage
Die heutige Toranlage wurde in der älteren Forschung der herodianischen, spätantiken oder byzantinischen Zeit zugewiesen, stammt aber nach neueren Untersuchungen aus der frühislamischen Zeit. Darauf weist insbesondere die stilistische Ähnlichkeit des Baudekors mit dem des Hulda-Tors. Veranlasst wurde der Neubau der Toranlage wohl durch eines der starken Erdbeben des 8. Jahrhunderts (710, 746 oder 747).
Eine Doppeltoranlage erwähnte schon der aus der Kairoer Geniza stammende jüdische Pilgerführer Madrich Jeruschalajim (vor 940 n. Chr.): „Und in der östlichen Mauer sind zwei Tore. Man nennt sie die beiden Tore der Barmherzigkeit, und ihr Name ist Tor des Nikanor.“ Die Doppeltoranlage hatte im Tempel-Gedenken jüdischer Pilger eine besondere Bedeutung. Der Karäer Jafet Ben Eli beschrieb detailliert, wie die Herrlichkeit Gottes (Schechina) durch dieses Tor wieder auf den Tempelberg zurückkehren werde (10. Jahrhundert, vgl. Hesekiel 44,1–3 ).
Diesen Torbau beschrieb Nāsir-i Chusrau 1047 n. Chr. als reich verzierte Doppeltoranlage mit metallbeschlagenen Türen; der eine der beiden Durchgänge hieß „Tor des Erbarmens“, der andere „Tor der reuigen Umkehr“. „Bei diesem Tore befindet sich eine schöne Gebetsstätte [Moschee]. Früher war es eine geschlossene Halle. Man hat sie zum Bethaus gemacht und mit Teppichen geschmückt.“

### „Goldenes Tor“ der Kreuzfahrer
Nach der Eroberung Jerusalems durch Kreuzfahrer im Jahre 1099 wurde der Tempelplatz mit seiner muslimischen Bebauung für den christlichen Kult beansprucht; dies betraf auch das Osttor des Haram mit seiner Davids-Moschee. Im neu entstandenen Königreich Jerusalem wurden die byzantinischen Traditionen wieder lebendig und mit der vorgefundenen Toranlage kombiniert, was man klassisch bei Sæwulf (1102/03) lesen kann: Es sei das Tor,
- wo Joachim und Anna, die Eltern Mariens, sich begegneten;
- durch das Jesus auf einem Esel in Jerusalem einritt;
- durch das Kaiser Heraklios mit der Kreuzreliquie einzog, allerdings erst, nachdem er sich gedemütigt hatte.

Nach mehreren Quellen der Kreuzfahrerzeit war das Tor nur für die Palmsonntagsprozession geöffnet; gelegentlich wird auch das Fest der Kreuzerhöhung als zweiter Termin für die Öffnung des Goldenen Tors erwähnt. Für die lateinische Palmsonntagsliturgie war ein erhöhter Standort erforderlich, wo der Chor sang, während die Prozession sich im Torraum befand. Damit könnten die beiden erhöhten Dachkuppeln des heutigen Torhauses zusammenhängen, die wie nachträgliche Umbauten wirken.
Ein christlicher Friedhof mit reich ausgestatteten Gräbern befand sich vor dem Tor.

### Schließung des Tores

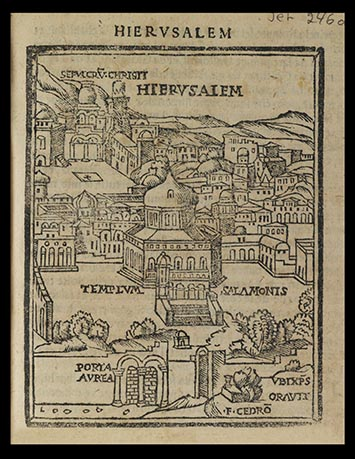
Jerusalem mit Felsendom (Templum Salomonis), im Vordergrund der vermauerte Doppelbogen des Goldenen Tors, Venedig 1555 (Israelische Nationalbibliothek, Laor Collection)

Dass das Tor das Jahr über meist geschlossen war, gab schon zur Kreuzfahrerzeit Anlass zur Legendenbildung, so soll sich das Tor laut Theodericus (1172) beim Einzug Jesu von selbst geöffnet haben. Nach muslimischer Rückeroberung durch Mamluken in der zweiten Hälfte des 13. Jahrhunderts wurde der christliche Friedhof vor dem Tor zerstört. Das Tor war nun dauerhaft geschlossen, zumal sich im Torhaus eine Moschee befand. Die Nägel des metallbeschlagenen Tors waren weiterhin Ziel christlicher Reliquiensammler. Felix Fabri fand um 1470 ein hölzernes, metallbeschlagenes Tor vor, das von Christen nicht mehr direkt besucht werden konnte, da sich davor muslimische Gräber befanden. Man konnte aber trotzdem wundertätige Partikel der Tür kaufen.
Meschullam ben Rabbi Menachem von Volterra sah 1481 geschlossene Bronzetore, vor denen sich muslimische Gräber befanden. Zu einem unbekannten Zeitpunkt danach wurde die Toranlage zugemauert; die Gründe dafür sind unbekannt.
Nach Denys Pringle ließ Süleyman I. im Rahmen der Stadtmauerrestaurierung (1537–41) den ruinösen Torturm des Goldenen Tors instand setzen und das Tor zumauern. Die hölzernen Torflügel wurden im Josaphattor eingehängt, und ein bei den Bauarbeiten im Torraum aufgetauchtes Metallkreuz erwarb der Franziskaner Bonaventura Colletti.

## Baubeschreibung
Die Toranlage springt gegenüber der Mauer um etwa 2 m vor und hat eine Breite von 16,7 m. Zwei Pilaster mit korinthischen Kapitellen tragen verzierte Rundbögen, die in der Mitte auf einem Stützelement aufsetzen. Die Innenwand ist ähnlich gestaltet. Das Torhaus besteht aus einem zweischiffigen Raum mit sechs Kuppeln, die von Säulen, Halbsäulen und Pilastern getragen werden. Von diesem Moscheeraum führt eine Treppe 9 m zur Esplanade hinauf.
In der Ausmauerung der beiden Torbögen befinden sich je eine Schießscharte und ein leeres Inschriftenfeld. Der obere Teil des Torturms zeigt zwei weitere Schießscharten, zwei leere Inschriftenfelder und eine Zinnenbekrönung.

## Archäologie

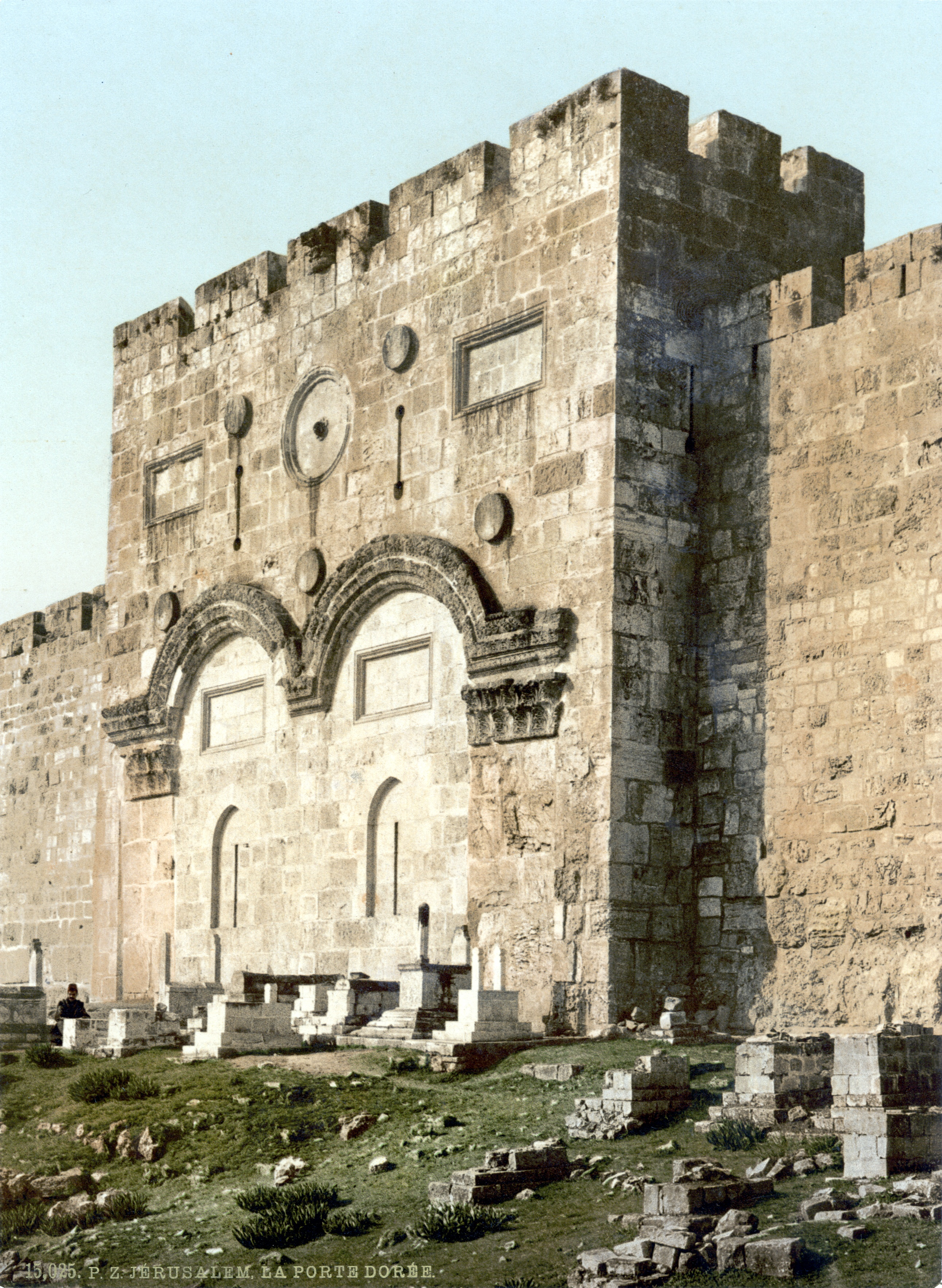
Goldenes Tor um 1900 von außen

Charles Warren entdeckte 1869 im Bereich des muslimischen Friedhofs vor dem Goldenen Tor eine breite, bogenförmige Mauer (massive wall). Die Steine dieses Mauerwerks könnten aus hasmonäischer Zeit stammen, aber die Mauer selbst datierte Yoram Tsafrir aufgrund der dabei angewendeten Technik in die Zeit nach der römischen Zerstörung Jerusalems im Jahr 70 n. Chr. Denn hier wurde ein Mörtel (Opus caementicum) verwendet, der durch Ziegelstaub rot gefärbt war. Die Art, wie Quader, Schutt und Mörtel im Mauerwerk kombiniert wurden, sei typisch für die frühislamische Zeit. Tsafrir vermutete, dass diese Mauer zu einer Rampe gehörte, die zur umayyadischen Toranlage hinaufführte.
Sowohl George Giacumakis (1974) als auch James Fleming (1983) sahen in einer offenen muslimischen Grabanlage vor dem Tor ein Stück eines Steinbogens; eine wissenschaftliche Kontrolle dieser Beobachtung war aber nicht möglich und damit auch keine zeitliche Zuordnung zu einem Vorgängerbau der umayyadischen Toranlage. Max Küchler hält einen Portalbogen für ausgeschlossen, weil es dann auch einen unterirdischen Gang dahinter geben müsste. Die Hohlräume unter dem Berg sind bekannt, ein Korridor an dieser Stelle existiert nicht. Das Bogenfragment kann zu einer Substruktion der Doppeltoranlage gehören oder zu einem Drainagesystem.

## Politische Kontroversen

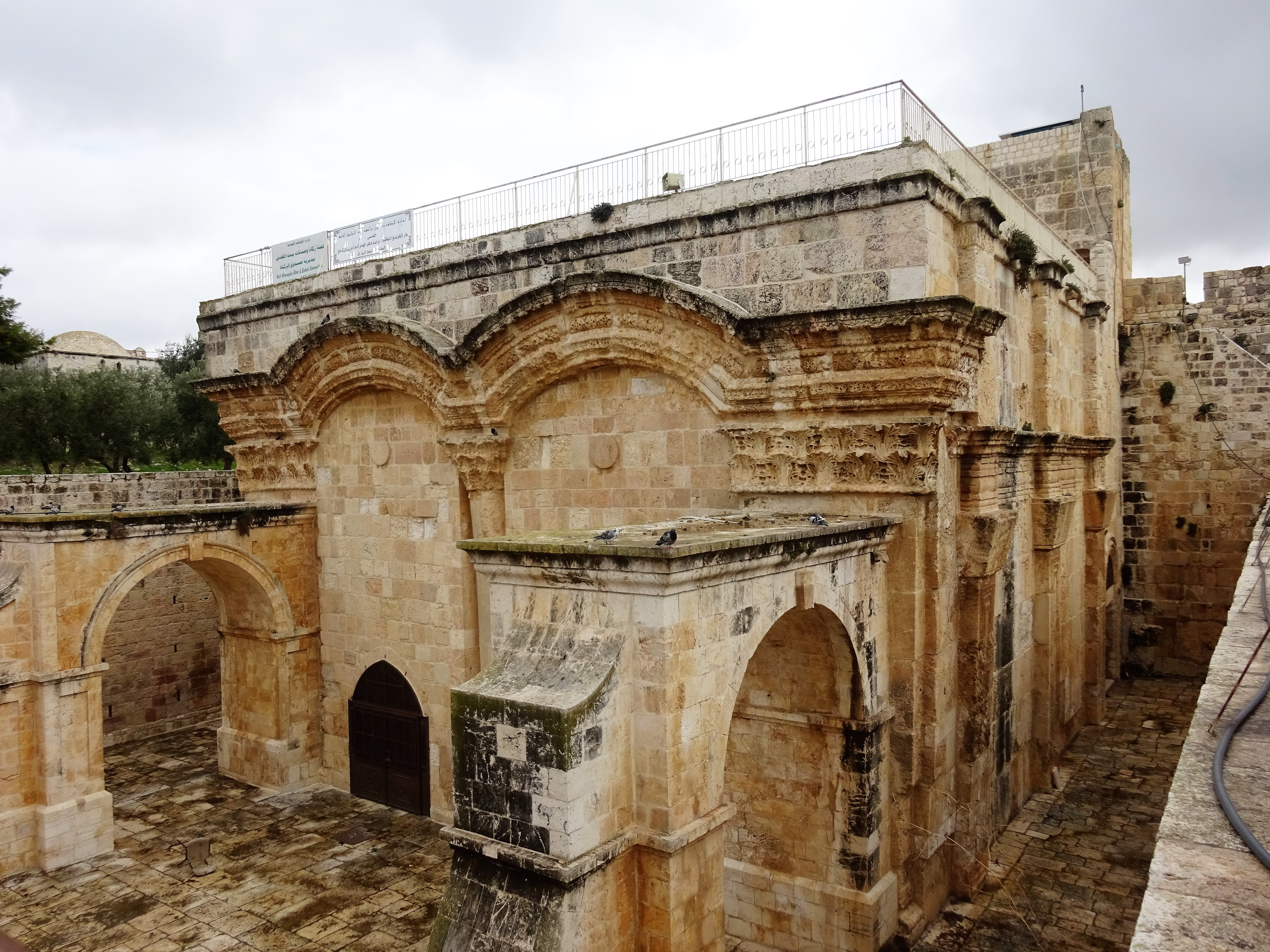
Innenseite des Tors mit Vorhof (2018)

Im Jahr 2003 war die Moschee im Inneren des Goldenen Tors auf einen israelischen Gerichtsbeschluss hin geschlossen worden, weil die islamische Bewegung in Israel zusammen mit Hamas-nahen Aktivisten dort illegale Bauarbeiten durchführten. Zuvor hatte das Gebäude nach israelischen Angaben als Lagerraum gedient. Palästinenser mutmaßten, dass Israel plane, hier einen jüdischen Betraum einzurichten. Im Februar 2019 besuchten tausende Muslime dieses Areal, nachdem sie eine Absperrung der israelischen Polizei zur Seite geräumt hatten. Der israelische Armeerundfunk hatte die Öffnung des Torraums für den muslimischen Gottesdienst bekannt gegeben, wobei unklar war, wer dies veranlasst hatte. Unter den Gläubigen, die sich daraufhin dort zum Gebet versammelten, war auch der Knessetabgeordnete Ahmad Tibi.
Gespräche zwischen jordanischen und israelischen Regierungsvertretern führten dann zu einer Vereinbarung: Die Waqf-Behörde teilte Anfang März 2019 mit, dass sie umfangreiche Renovierungsarbeiten in dem Gebäude durchführen werde, das während dieser Zeit womöglich nicht von Muslimen zum Gebet genutzt werden könne; sie halte aber an ihrer Auffassung fest, dass dieser Raum ein Teil der al-Aqsa-Moschee sei.
Die rechtsgerichtete israelische NGO Regavim rief im Juni 2019 das Oberste Gericht des Landes an, um die Moscheebauarbeiten des Waqf zu stoppen. Neue Deckenventilatoren, Lampen, Möbel und Raumteiler beschädigten das 1400 Jahre alte Gebäude, zumal sie ohne Begleitung durch die israelische Altertümerbehörde installiert würden. „Wenn ein Gebäude in eine Moschee umgewandelt wird, heißt das, dass sie den Platz übernommen haben,“ erläuterte ein Sprecher von Regavim. „Sobald sie dort beten, kann niemand sonst den Raum verwenden, weder Juden noch Christen.“
Am 10. Oktober 2019 räumten israelische Polizisten im Goldenen Tor eine provisorische Moschee. Sie beschlagnahmten und entfernten Gebetsteppiche, Schränke mit religiösen Büchern und eine hölzerne Gebetsnische.